# Walter Winkler
Walter Jerzy Winkler (ur. 2 lutego 1943 w Piekarach Śląskich, zm. 4 czerwca 2014 w Bytomiu) – polski piłkarz i trener piłkarski, obrońca.

## Życiorys
Długoletni piłkarz Polonii Bytom. W pierwszym zespole Polonii grał w latach 1960–1974. W 1962 po skróconym – wiosennym – sezonie został mistrzem Polski. W połowie lat 70. wyjechał do Francji, gdzie grał w RC Lens. W reprezentacji Polski debiutował 8 czerwca 1966 w meczu z Brazylią, ostatni raz zagrał w 1971. Łącznie w biało-czerwonych barwach rozegrał 23 oficjalne spotkania.
Pracował jako trener, także w Polonii.

## Sukcesy

### Klubowe
Polonia Bytom
- Mistrzostwo Polski (1x): 1962
- Wicemistrzostwo Polski (1x): 1961
- Puchar Karla Rappana (1x): 1964/1965